# Nazionale maschile di rugby a 15 della Georgia
La nazionale maschile georgiana di rugby a 15 (in georgiano საქართველოს მორაგბეთა ეროვნული ნაკრები?, Sakartvelos moragbeta erovnuli nak'rebi; in russo Сборная Грузии по регби?, Sbornaja Gruzii po regbi) rappresenta la Georgia nelle competizioni internazionali di rugby a 15 ed è sotto la giurisdizione della Georgian Rugby Union.
Esordì il 21 novembre 1991 a Tbilisi contro l'Ucraina; due anni prima era già scesa in campo una selezione georgiana benché ancora sotto la giurisdizione della federazione sovietica.
Al 2025 la Georgia ha partecipato cinque volte alla Coppa del Mondo, la prima delle quali nel 2003, e partecipa dal 1992 al campionato europeo che ha vinto 16 volte, la prima volta nel 2000.

## Storia

### Periodo sovietico
L'origine del rugby in Georgia viene fatta risalire all'antico gioco georgiano del lelo burti (o semplicemente lelo), uno sport di contatto giocato con un pallone, molto simile. La parola "lelo" è diventata un termine per indicare in georgiano la meta, ed è diventata al plurale il soprannome della squadra, oltre essere usata nel coro d'incitamento "Lelo, Lelo, Sakartvelo".
Durante il periodo sovietico i giocatori georgiani venivano regolarmente selezionati nella nazionale dell'URSS. La prima partita ufficiale giocata in Georgia risale agli anni 1930, in occasione di un tour dello Zimbabwe. Ci furono dei tentativi senza successo di introdurre il rugby in Georgia a partire dal 1928, con tentativi successivi nel 1940 e nel 1948. Fu Jacques Haspekian, un armeno proveniente da Marsiglia, a introdurre il rugby in Georgia insegnandolo a degli studenti a partire dai tardi anni 1950 fino alla metà degli anni 1960. In seguito fece ritorno in Francia.
Nel 1961 venne creato un campionato georgiano disputato da tre squadre locali, e l'anno seguente si giocò la prima partita tra una squadra georgiana e una russa. Quello stesso anno alcune squadre georgiane si recarono ai loro primi tour in Russia e Lettonia.
Nel 1964 venne fondata la Georgian Rugby Union, ma fino ai tardi anni 1980 essa fece parte della federazione di rugby dell'Unione Sovietica.
Una nazionale georgiana ospitò il 12 settembre 1989 a Kutaisi lo Zimbabwe che venne sconfitto 16-3.
L'anno dopo la Georgia si recò nello Zimbabwe per giocare due incontri perdendo il primo 22-16 e vincendo il secondo 26-10.
Il 26 maggio 1991 la Georgian Rugby Union si distaccò dalla Federazione sovietica e a novembre la Georgia disputò il suo primo test match, contro l'Ucraina a Tbilisi.

### Era moderna

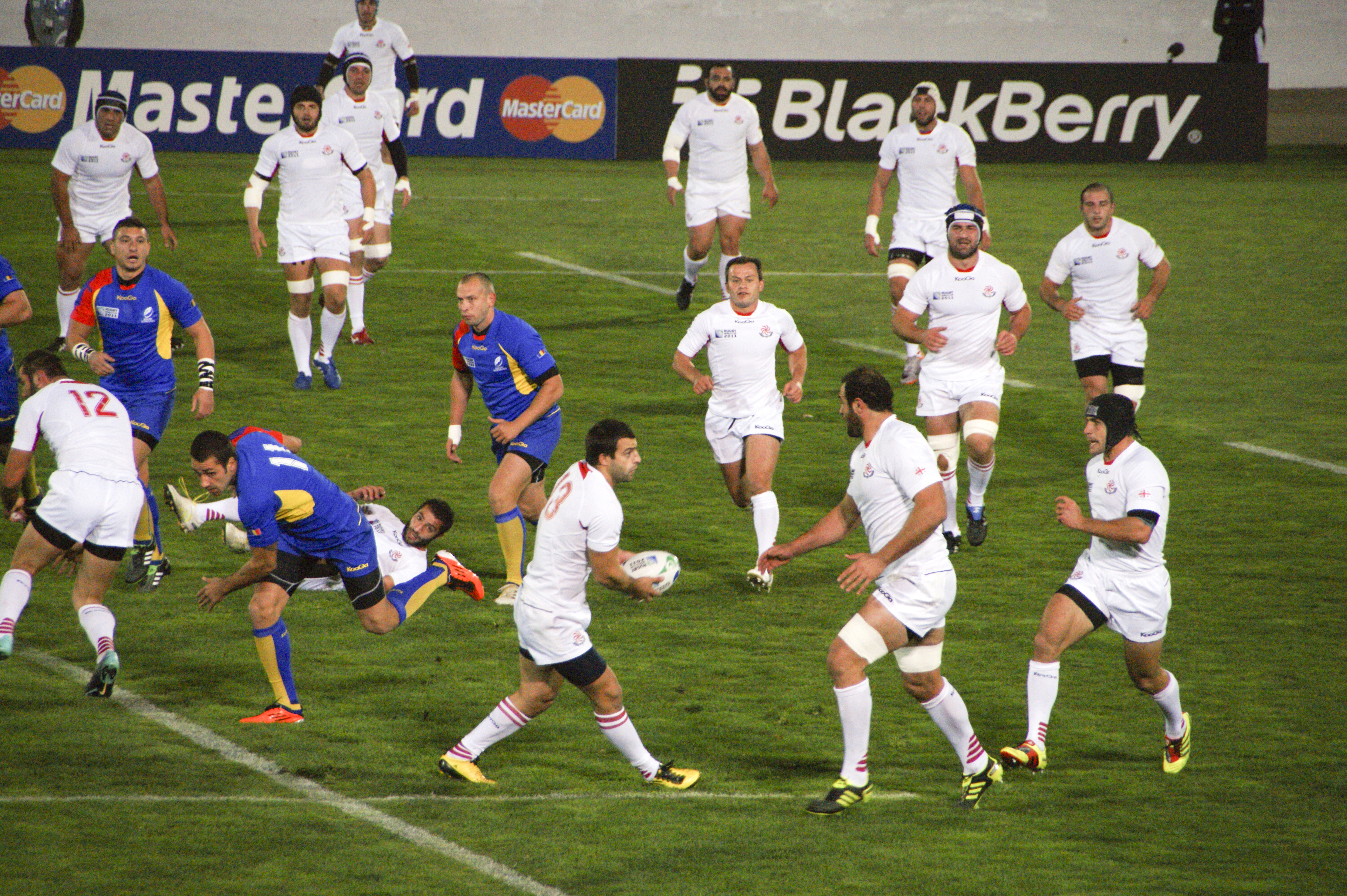
Azione di gioco della Georgia contro la Romania durante la Coppa del Mondo 2011.

Dopo avere dichiarato la propria indipendenza dall'Unione Sovietica, il 9 aprile 1991, fino alla sua affiliazione all'International Rugby Board avvenuta nel 1992 la Georgia si limitò ad affrontare una serie vincente di partite contro l'Ucraina e infine anche un incontro con la Lettonia. In seguito la nazionale georgiana entrò a far parte regolarmente del rugby europeo partecipando alla Coppa FIRA.
La sconfitta 70-0 contro l'Irlanda e 27-23 contro la Romania nel novembre 1998 costrinsero la Georgia a disputare due partite di ripescaggio contro Tonga per guadagnare l'accesso alla Coppa del Mondo di rugby 1999. La nazionale georgiana non riuscì a qualificarsi alla competizione mondiale iridata, avendo perso 37-6 nelle Tonga e vinto solamente 28-27 nella gara casalinga di ritorno.
Il salto di qualità del rugby georgiano ebbe luogo grazie al contributo dell'allenatore francese Claude Saurel, arrivato inizialmente in Georgia nel 1997 occupandosi di rugby a 7 e divenuto nell'estate 1999 il selezionatore del XV georgiano. La nuova nazionale di Saurel debuttò conquistando il terzo posto della rinnovata edizione del Campionato europeo per Nazioni. Il primo trionfo arrivò nell'edizione successiva con cinque vittorie su cinque partite giocate.
Qualificatasi alla Coppa del Mondo 2003, che rappresentò la sua prima partecipazione ai mondiali, la Georgia si ritrovò nello stesso girone di Inghilterra, Sudafrica, Samoa e Uruguay. I georgiani persero tutte e quattro le partite del proprio girone terminando all'ultimo posto con 0 punti.
Il 4 giugno 2006 la nazionale georgiana ospitò i Barbarians a Tbilisi perdendo 28-19. Nel novembre dello stesso anno la Georgia guadagnò la qualificazione alla Coppa del Mondo 2007 prevalendo nello spareggio contro il Portogallo con una vittoria casalinga 17-3 e un pareggio 11-11 ottenuto a Lisbona. In questa edizione della Coppa del Mondo la Georgia registrò la sua prima storica vittoria sconfiggendo la Namibia 30-0; la Georgia arrivò quarta nel proprio girone, sconfitta nelle restanti partite da Argentina, Irlanda (la vittoria finale 14-10 degli irlandesi si rivelò più difficoltosa del previsto) e Francia.
La nazionale georgiana confermò la sua ascesa nel panorama rugbistico europeo con le due vittorie consecutive nel Campionato europeo per Nazioni del 2008 e del 2009. Presentatasi alla Coppa del Mondo 2011 forte di un nuovo trionfo nel Campionato europeo per Nazioni con un Grande Slam, la Georgia ottenne la sua seconda vittoria sconfiggendo la Romania 25-9. Questa vittoria valse ai georgiani nuovamente il quarto posto nel girone, nelle restanti partite si registrarono le sconfitte contro Scozia (combattuto 15-6), Inghilterra e Argentina.
I 4 Campionati europei per Nazioni vinti consecutivamente dal 2011 al 2014 stabilirono definitivamente la Georgia tra le maggiori nazionali europee di secondo livello. Inoltre, nel 2013, la nazionale georgiana vantò la vittoria 19-15 contro il Canada oltre alla sua prima vittoria contro le Samoa sconfitte 16-15.
Alla Coppa del Mondo di rugby 2015 i Lelos sfoderarono la loro migliore prestazione nella storia della competizione ottenendo due vittorie contro Tonga, sconfitta 17-10, e contro la Namibia per 17-16 concludendo il proprio girone al terzo posto guadagnandosi così anche l'accesso automatico alla successiva Coppa del Mondo 2019. In quest'ultima edizione la nazionale georgiana ha concluso il proprio girone al quarto posto, con un'unica vittoria contro l'Uruguay.
Nel 2022 i Lelos ottengono in due test match i più prestigiosi risultati della loro storia: una vittoria in casa contro l'Italia per 28-19 e soprattutto quella di Cardiff, in cui un drop di Matkava all'ultima azione regala una storica vittoria contro il Galles per 13-12. 

## Statistiche

### Coppa del Mondo di rugby
| Edizione | Paese organizzatore       | Posizione       |
| -------- | ------------------------- | --------------- |
| 1987     | Nuova Zelanda e Australia | Parte URSS      |
| 1991     | Inghilterra               | Parte URSS      |
| 1995     | Sudafrica                 | Non qualificata |
| 1999     | Galles                    | Non qualificata |
| 2003     | Australia                 | Girone          |
| 2007     | Francia                   | Girone          |
| 2011     | Nuova Zelanda             | Girone          |
| 2015     | Inghilterra               | Girone          |
| 2019     | Giappone                  | Ritirata        |
| 2023     | Francia                   | Girone          |

## Palmarès
- Campionato europeo : 16
2000-01, 2006-08, 2009, 2011, 2012, 2013, 2014, 2015, 2016, 2018
2019, 2020, 2021, 2022, 2023, 2024, 2025